# Paradota weddellensis
Paradota weddellensis is een zeekomkommer uit de familie Chiridotidae.
De wetenschappelijke naam van de soort werd in 1990 gepubliceerd door J. Gutt.